# Bruchus mirabilicollis
Bruchus mirabilicollis là một loài bọ cánh cứng trong họ Bruchidae. Loài này được Khnzorian miêu tả khoa học năm 1964.